# Ferme de la Chaze
La ferme de la Chaze est une ferme située aux Laubies, en France.

## Description
L'immeuble compte un portail sculpté avec notamment la date de 1503 sur le linteau.

## Localisation
La ferme est située sur la commune des Laubies, dans le département français de la Lozère.

## Historique
L'édifice est partiellement inscrit au titre des monuments historiques par arrêté du 28 décembre 1978.